# Trachyrhachys aspera
Trachyrhachys aspera är en insektsart som beskrevs av Scudder, S.H. 1876. Trachyrhachys aspera ingår i släktet Trachyrhachys och familjen gräshoppor. Inga underarter finns listade i Catalogue of Life.